# Wojciech Wiśniewski (muzyk)
Wojciech Wiśniewski (ur. 19 kwietnia 1960 w Warszawie) – polski muzyk, autor tekstów.

## Kariera artystyczna
Debiut publiczny jako piosenkarz i autor własnych tekstów miał w 1981, w jednej z audycji III programu Polskiego Radia nagrywanej w warszawskim klubie „Kaprys”. Od 1982 związany ze Studiem Piosenki Klubu Park – kuźni talentów warszawskiego piosenkarskiego środowiska akademickiego początku lat 80. Z tego okresu wywodzą się między innymi Wiesław Tupaczewski, Ryszard Makowski, Magda Żuk i Antonina Krzysztoń). W 1983 śpiewając własne utwory został jednym z czterech laureatów „Warszawskiego Jarmarku Piosenki”, będącego eliminacją warszawską do Festiwalu Piosenki Studenckiej w Krakowie i występował w jego XIX edycji.
Pod koniec 1983 za sprawą Jarosława Gugały został zaproszony do grupy muzycznej o nazwie Zespół Reprezentacyjny, z którą nagrał dwie płyty. W latach od 1983 do końca 1985 zagrał z nią co najmniej 160 koncertów w całej Polsce, prezentując piosenki katalońskiego barda Lluisa Llacha i francuskiego piosenkarza Georges’a Brassensa. Na początku 1986 rozstał się z Zespołem Reprezentacyjnym i rozpoczął karierę solową.
W 1984 pod własnym nazwiskiem ponownie wygrał jedną z czterech nagród na „Warszawskiego Jarmarku Piosenki” i reprezentował Warszawę na XX Festiwalu Piosenki Studenckiej w Krakowie, gdzie otrzymał „wyróżnienie główne”. W 1984 otrzymał także za własną twórczość jedną z głównych nagród i nagrodę dziennikarzy na Świnoujskiej FAMIE, a także nagrodę na łódzkim festiwalu piosenki turystycznej Yapa.
W latach 1983–1987 corocznie uczestniczył w festiwalu młodzieży akademickiej FAMA w Świnoujściu jako piosenkarz, autor tekstów i animator koncertów. W 1986 reżyserował jeden z koncertów głównych festiwalu pod tytułem „Niech Pada Śnieg” – koncert piosenki studenckiej. W 1987 reżyserował także koncert inauguracyjny VIII Festiwalu Twórczości Akademickiej.
Od 1986 do 1988 wraz z pianistą jazzowym Krzysztofem Piątkiem z grupy Mit Leadera prezentował w całej Polsce swój własny recital pt. „W pojedynkę”, złożony w większości z autorskich piosenek.
W latach 1987 do początku 1989 z Wiesławem Tupaczewskim i Andrzejem Piekarczykiem występował w kabarecie OT.TO, między innymi w 1988 na Festiwalu w Opolu (opolskie debiuty, piosenka – „Śliczna higieniczna”). Jest autorem przepisu na „Zasmażkę” (fragment piosenki OT.TO).
W 1989 wyemigrował do Kanady (Toronto), gdzie przebywał do 1995, występując kilkakrotnie dla środowiska polonijnego. W 1993 zawiesił swoją 10-letnią działalność artystyczną i rozpoczął pracę w obszarze biznesowym, zgodnym ze swoim wykształceniem.

## Dyskografia
- 1985: Zespół Reprezentacyjny Za nami noc... (pieśni Lluisa Llacha) ,kaseta, CD 2001 Jacek Music
- 1986: Zespół Reprezentacyjny Śmierć za idee – ballady Georgesa Brassensa, kaseta, CD 2001 Jacek Music

Pojedyncze piosenki ukazały się w następujących wydawnictwach:
- 1984: Laureaci XX SFP Kraków 14–17.V.1984, kaseta
- 1984: Święto,  FAMA 1984 (Zespół Reprezentacyjny), kaseta
- 1984: Niewinni czarodzieje, Fama 1984 (Zespół Reprezentacyjny), kaseta
- 1985: Koncert XV-lecia FAMY „Zanim ogień w nas wypali” Fama 1985 (Zespół Reprezentacyjny), kaseta
- 1986: Koncert piosenkarski Fama 1986 „Niech Pada Śnieg”, kaseta
- 1987: „Dla bliskich i dalekich” Polskie Nagrania Z-SX 795, płyta
- 1987: Fama 87 ARP-057, kaseta